# Ligne de Belleville à Beaujeu
La ligne de Belleville à Beaujeu est une ligne de chemin de fer située dans le département français du Rhône qui reliait la gare de Belleville-sur-Saône à celle de Beaujeu. Elle est déclassée dans sa majeure partie.
Elle constitue la ligne 776 000 du réseau ferré national.

## Histoire
Cette ligne a été déclarée d'utilité publique (ligne d'intérêt local) et concédée à MM. Picard et Bergeron par le décret du 11 octobre 1868.
Elle a été ouverte à l'exploitation le 1er décembre 1869.
Le 4 avril 1878, la ligne est classée comme ligne d'intérêt général et rétrocédée à la Compagnie des chemins de fer de Paris à Lyon et à la Méditerranée (PLM) qui en a assuré l'exploitation à partir du 15 mai 1878.
Elle a été fermée au service des voyageurs en 1938, et à celui des marchandises de Saint-Jean-d'Ardières à Beaujeu en 1987 et de Belleville à Saint-Jean-d'Ardières en 2006. 
Elle a été déclassée de Saint-Jean-d'Ardières à Beaujeu (PK 1,828 à 12,759) le 22 août 1990, pour être remplacée par une voie verte ouverte en 2004.